# Jaime I de Baden-Baden
Jaime I de Baden-Baden (em alemão:  Jakob I. von Baden; Hachberg, 15 de março de 1407 – Mühlburg, 13 de Outubro de 1453), foi um nobre alemão, pertencente à Casa de Zähringen, e que foi Marquês de Baden-Baden de 1431 até à sua morte.

## Biografia
Jaime era o filho mais velho do marquês Bernardo I de Baden-Baden e da sua segunda mulher, Ana de Oettingen. Profundamente religioso, ficou conhecido por ter mandado construir inúmeras igrejas. Fundou um mosteiro no monte Fremersberg e era um grande benfeitor da Igreja da Colegiada (Stiftskirche) em Baden-Baden.
De acordo com os preceitos de seu pai, apenas dois dos seus filhos seriam considerados herdeiros da Marca de Baden-Baden. Assim, apenas Carlos e Bernardo receberam uma educação secular; os outros filhos receberam uma estrita formação religiosa. Jorge, após ter seguido uma carreira religiosa desde a juventude, regressou brevemente ao mundo laico mas, em 1454, voltou à vida religiosa tornando-se Bispo de Metz.
Dois outros filhos ocuparam importantes posições na hierárquica católica do tempo: João viria a ser Eleitor-Arcebispo de Tréveris; e Marco seria cónego em Liége e, depois, em Estrasburgo.
Jaime I era o oposto de seu pai; Enea Silvio Piccolomini (o Papa Pio II), caracterizou-o como "famoso entre os alemães pela sua justiça e inteligência".
Nos primeiros tempos, ele governou ao territórios da família em Hohenberg, até que, aos 24 anos, sucedeu ao pai no governo da Marca de Baden-Baden. Foi descrito como um cavaleiro combativo a governante sóbrio, sendo popular entre os príncipes como um justo mediador. Quer o imperador Sigismundo, quer o imperador Frederico III, de quem era súbdito, tinham-no em elevada consideração.
Para estabelecer alianças no império, Jaime casara a irmã, Inês de Baden, com Gerardo VI de Holstein-Rendsburg. Mas, em consequência de uma queda, Inês deu à luz precocemente 2 gémeos, vendo-se envolvida num conflito sucessório entre o marido e o cunhado. Inês acabou por regressar a Baden e o marquês perdeu a oportunidade de obter vantagens no norte da Alemanha. Jaime ficou tão furioso que confinou Inês perpetuamente no castelo de Eberstein, em Ebersteinburg.
Quando, em 1427, o Tratado de Sponheim entrou em vigor, ele adquiriu diversas possessões na região do Mosela. Em 1442 comprou, por 30.000 florins, aos descendentes de Walter von Geroldseck, os senhorios de Lahr e Mahlberg.

## Casamento e descendência
Em 25 de julho de 1422 ele casou com Catarina, filha do duque Carlos II da Lorena. Deste casamento nasceram sete filhos:
1. Carlos I (Karl) (1427–1475), que sucedeu ao pai (juntamente com o irmão Bernardo II);
2. Bernardo II (Bernhard) (1428–1458), que sucedeu ao pai (juntamente com o irmão Carlos I) e que veio a ser beatificado;
3. João (Johann) (1430–1503), Eleitor-Arcebispo de Tréveris;
4. Margarida (Margarete) (1431–1457), que casou com Alberto III Aquiles, Eleitor do Brandeburgo;
5. Jorge (Georg) (1433–1484), Bispo de Metz;
6. Marco (Markus) (1434–1478), cónego em Liége e Estrasburgo;
7. Matilde (Mathilde) (1435/39–1485), Abadessa em Tréveris.

Teve também um filho ilegítimo:
1. Rodolfo (Rudolf), comendador da Ordem de São João do Hospital em Überlingen.